# Direzione centrale per i diritti civili, la cittadinanza e le minoranze
La Direzione centrale per i diritti civili, la cittadinanza e le minoranze è una struttura del Dipartimento per le libertà civili e l'immigrazione del Ministero dell'Interno italiano.

## Storia
Nasce con il DPR 398/2001 recante norme sulla riorganizzazione del Ministero dell'Interno.

## Attività
Si occupa del rilascio della cittadinanza italiana agli stranieri residenti o coniugi di cittadini italiani oppure a tutte quelle persone nate e già residenti in territori appartenuti all'Impero austro-ungarico ed ai loro discendenti e agli italiani dell'Istria, di Fiume e della Dalmazia e dei loro discendenti.
Inoltre è garante della tutela, della salvaguardia e della promozione delle minoranze linguistiche e storiche.
Svolge anche attività di coordinamento di progetti finalizzati alla prevenzione dalla tossicodipendenza, della dispersione scolastica e del fenomeno del bullismo, ed alla riduzione del disagio sociale e vigilanza sull'operato di alcuni Enti pubblici e privati operanti nel sociale.
È l'organo che ha la delega alla valutazione le pratiche presentate per richiedere l'elargizione di contributi economici alle vittime del terrorismo, del dovere e della criminalità organizzata di tipo mafioso o ai loro familiari, occupandosi anche della loro effettiva erogazione.
Cura anche la valutazione delle istanze circa l'erogazione di un contributo economico alle vittime di attività di usura od estorsione e la concessione dell'onorificenza di vittima del terrorismo da parte del Presidente della Repubblica.
Infine, fornisce la prima assistenza ai profughi italiani che rientrano in patria a seguito di eventi di gravità eccezionale.
Nel 2007 ha esaminato 40000 pratiche di richiesta di cittadinanza italiana, di cui 38500 approvate.

## Struttura
- Ufficio pianificazione generale e politiche della cittadinanza;
- Call center;
- Vittime del terrorismo e della criminalità organizzata (Area I);
- Tutela delle fragilità sociali (Area II);
- Interventi straordinari assistenziali e applicazione della Convenzione di New York del 1956 per il recupero degli alimenti (Area III);
- Cittadinanza (Area IV, Area IV bis, Area IV ter);
- Minoranze storiche e nuove minoranze (Area V);
- Cooperazione internazionale e zone di confine (Area VII);
- Vigilanza sugli organismi operanti nell'area sociale (Servizio I);
- Documentazione e sistema informativo (Servizio II);
- Servizio contenzioso e rappresentanza in giudizio per la cittadinanza (Servizio III);
- Servizio contenzioso e rappresentanza in giudizio per le altre materie (Servizio IV).

## Fonti
- Dipartimento per le libertà civili e per l'immigrazione, su 212.14.136.135. URL consultato il 9 dicembre 2010 (archiviato dall'url originale il 23 gennaio 2011).
- interno.it. URL consultato il 9 dicembre 2010 (archiviato dall'url originale il 23 gennaio 2011).
- cinformi.it. URL consultato il 1º agosto 2021 (archiviato dall'url originale il 13 marzo 2016).
- vita.it[collegamento interrotto].
- interno.it[collegamento interrotto].
- interno.it. URL consultato il 9 dicembre 2010 (archiviato dall'url originale il 10 novembre 2010).
- interno.it. URL consultato il 9 dicembre 2010 (archiviato dall'url originale il 21 novembre 2010).